# Adam Christopher Knuth til Christiansdal
 Der er flere personer med dette navn, se Adam Christopher Knuth.
Adam Christopher greve Knuth (20. juni 1755 i Holbæk – 19. februar 1844 i København) var en dansk godsejer og gehejmekonferensråd, far til Christian Frederik Knuth.

## Karriere
Han var søn af lensbaron Christian Frederik Knuth og dennes 1. hustru Anne Christine von der Osten. Han ses ikke at være immatrikuleret ved Københavns Universitet, blev 1774 kammerjunker, 1778 cand.jur., 1796 auskultant i Generaltoldkammeret, 1781 kammerherre, 1801 under Englandskrigene kystbefalingsmand, 1808-14 kystmilits-overbefalingsmand, 28. januar 1810 Ridder af Dannebrogordenen, 1817 gehejmekonferensråd, 1. november 1828 Kommandør af Dannebrog og 28. juni 1840 Storkors af Dannebrog.

## Godsejer
Knuth var besidder af Baroniet Christiansdal fra 26. december 1801 til 28. juni 1804, da han fik det substitueret med en fideikommiskapital, og 7. august 1821 bevilling på at substituere det ophævede baroni Christiansdal med Lilliendal som fideikommis. 10. juli 1810 fik Knuth kgl. bevilling til at føre grevelig titel og rang for sig og sine efterkommere. Han var 1782-1802 ejer af Søllestedgård, 1784-86 af Asserstrup og Frederiksdal, fra 1802 af Lilliendal (Skuderupgård) og 1805-10 Mejlgård.
Han ægtede 21. juni 1782 i Christiansborg Slotskirke Sophia Magdalena komtesse Moltke (22. maj 1765 på Fredensborg Slot – 24. februar 1829 i København), datter af Adam Gottlob Moltke og Sophie Hedevig Raben.